# Lohr am Main
Lohr am Main (eller: Lohr a.Main) er en kommune i Landkreis Main-Spessart i regierungsbezirk Unterfranken i den tyske delstat Bayern. Den ligger ved floden Main i mittelgebirgeområdet Spessart omkring halvejs mellem Würzburg og Aschaffenburg. Lohr er centrum for og administrationsby for, men ikke medlem af Verwaltungsgemeinschaft Lohr am Main.

## Geografi
Lohr ligger på østskråningen af Spessart ved en drejning af Main, der her svinger mod syd. Dette markerer begyndelsen til området Mainviereck som også er den sydlige del af Spessart. I Lohr munder floden Lohr ud i Main.

### Inddeling
Til byen Lohr hører bydelene og landsbyerne : Halsbach, Lindig, Pflochsbach, Rodenbach, Ruppertshütten, Sackenbach, Sendelbach, Steinbach og Wombach.

### Nabokommuner
Lohr grænser til følgende kommuner ( med uret, fra nord): Partenstein, Frammersbach, Flörsbachtal, Fellen, Burgsinn, Rieneck, Neuendorf, Gemünden am Main, Karlstadt, Steinfeld, Neustadt am Main, Rechtenbach.

## Historie
Lohr am Main har været beboet siden det 8. århundrede, og var i 1295 hovedby i Grevskabet Rieneck. Lohr fik stadsret i 1333.

### Museer
På slottet i Lohr er der oprettet et Spessartmuseum der hovedsageligt omhandler Spessarts erhvervs- og håndværkshistorie, men også områdets historie i det hele taget.
I Sendelbach er der et skolemuseum, med hovedvægten på tiden under kejseriget fra 1871-1918 og det tredje rige (1933–1945).

### Bygningsværker
De vigtigste bygningsværker er Det gamle rådhus (1599-1602), Lohrer Schloss (Kurmainzer Slot fra det , 15.-17. århundrede), Bayersturm (bytåtn, 1330-1385), rester af bybefæstningen , den gamle bydel med talrige bindingsværk, Kloster Mariabuchen samt barokslottet og kirken i Steinbach.
Siden 1875 har Mainbrederne været forbundet med den gamle Mainbro . Hundrede år senere fulgte den 417 m lange nye Mainbro, bygget i beton.